# Real Sport Arte Clube
Real Sport Arte Clube foi um clube de futebol sediado na cidade de Blumenau, em Santa Catarina.

## História
Fundado em 9 de Maio de 2001, fez parte das divisões inferiores do Campeonato Catarinense durante os primeiros anos do século XXI, sem obter muito êxito em suas participações.
No ano de 2004, durante a disputa da terceira divisão catarinense, o clube mandou seus jogos na cidade de Gaspar, em Santa Catarina. Nesse mesmo ano, o clube foi licenciado durante a disputa do campeonato devido às suas dívidas perante a Federação Catarinense de Futebol e o não pagamento das despesas habituais dos jogos em que disputava.

## Participações
| Competição     | Competição | Temporadas | Melhor campanha     | Estreia | Última | P | R |
| Santa Catarina | Série B    | 2          | 9º colocado (2001)  | 2001    | 2002   | — | — |
| Santa Catarina | Série C    | 1          | 12º colocado (2004) | 2004    | 2004   | — |   |